# Натаміцин
Натаміцин  ( лат. NATAMYCINUM), також пімаріцин — природний протигрибковий препарат з групи полієнових антибіотиків широкого спектру дії для перорального та місцевого застосування. Виробництво препарату передбачає використання продуктів життєдіяльності Streptomyces natalensis, уперше виявленого на території провінції Наталь у Південно-Африканській Республіці у 1954 році.

## Фармакологічні властивості
Натаміцин — природний протигрибковий препарат з групи полієнових антибіотиків широкого спектра дії. Препарат має фунгіцидну дію, зумовлену порушенням синтезу клітинної стінки грибків шляхом інгібування синтезу стеролів у клітинах грибків. До натаміцину чутливі грибки з родів Candida spp.; Trichophyton spp.; Microsporum spp.; Epidermophyton spp.; Torulopsis spp.; Rhodotorula spp.; Aspergillus spp.; Penicillium spp.; Fusarium spp.; Cephalosporium spp.; препарат проявляє активність щодо трихомонад. Препарат не впливає на бактерії.

### Фармакокінетика
Натаміцин практично не всмоктується в кишці, при пероральному прийомі діє лише в просвіті кишки. При місцевому застосуванні не всмоктується через непошкоджені шкіру та слизові оболонки. При застосуванні у вигляді вагінальних свічок під дією температури тіла утворюється піниста маса, що сприяє рівномірному розподілу натаміцину по слизовій оболонці. Виводиться з організму в незміненому вигляді з калом.

## Показання до застосування
Натаміцин рекомендовано при грибкових захворюваннях, викликаних чутливими до препарату збудниками — грибкові захворювання шкіри та слизових оболонок (у тому числі гострий кандидоз кишки на тлі імунної недостатності або лікування антибіотиками, цитостатиками, кортикостероїдами), кандидоз шкіри та нігтів; вагініти, вульвіти, баланопостити, що викликані грибками; зовнішні отити, викликані грибками; отомікози; при системних мікозах як складова комплексної терапії.

## Побічна дія
При застосуванні натаміцину всередину можливі побічні ефекти — нудота, блювання, діарея (частіше у перші дні лікування препаратом зі зворотним розвитком по закінченні застосування); при застосуванні місцево можливо припікання і незначне подразнення шкіри або слизових.

## Протипоказання
Натаміцин протипоказаний при підвищеній чутливості до полієнових антибіотиків, при застосуванні місцево — при туберкульозі шкіри.

## Форми випуску
Натаміцин випускається у вигляді таблеток по 0,1 г; 2,5 % суспензії для зовнішнього застосування у флаконах по 20 мл, а також вагінальних супозиторіїв по 0,1 г і 2 % крему по 30 г. Натаміцин разом із неоміцином та гідрокортизоном входить до складу комбінованого препарату «Пімафукорт».

## Застосування у харчовій промисловості та сільському господарстві
Натаміцин застосовується як консервант у харчовій промисловості та сільському господарстві, зокрема, ним обробляють для тривалого зберігання яйця домашньої птиці, а також зерно для посіву та деякі харчові продукти., та застосовується як харчовий додаток E235, у ряді країн застосування натаміцину як харчової додбавки заборонено.